# Apactoneura flavicornis
Apactoneura flavicornis är en tvåvingeart som beskrevs av Malloch 1930. Apactoneura flavicornis ingår i släktet Apactoneura och familjen bredmunsflugor. Inga underarter finns listade i Catalogue of Life.